# Shigeki Tanaka
Shigeki Tanaka (en japonés: 田中 茂樹, Tanaka Shigeki) (Hiba, Imperio de Japón, 7 de abril de 1931 - Utsunomiya, Japón, 4 de octubre de 2022) fue un corredor de larga distancia japonés que ganó la Maratón de Boston de 1951.

## Biografía
Tanaka tenía 13 años de edad y vivía a 32 kilómetros de Hiroshima en el momento del bombardeo atómico de 1945, enterándose del hecho tres días más tarde. Comenzó su carrera como atleta de maratón durante sus años de estudios secundarios. Era estudiante de primer año en la Universidad de Nihon en el momento de la maratón de Boston de 1951.

### Maratón de Boston de 1951
Los atletas japoneses habían sido excluidos de los Juegos Olímpicos de Londres 1948 y todas las principales competiciones deportivas internacionales después de la Segunda Guerra Mundial. La Maratón de Boston de 1951 fue la primera competición atlética después de la Segunda Guerra Mundial que incluyó a atletas japoneses. Tanaka fue uno de los cuatro corredores japoneses invitados a competir por Will Cloney de la Asociación Atlética de Boston. Los otros fueron el campeón nacional de Japón Shunji Koyunagi, Yoshitaka Uchikawa, y Hiromi Haigo. En ese momento, Tanaka tenía 20 años y pesaba 53 kilos. Debido a ser oriundo de la prefectura de Hiroshima, el periódico The Boston Globe lo apodó «niño atómico».
Tanaka se convirtió en el primer ganador japonés de la maratón de Boston. Ganó la prueba con un tiempo de 2:27:45, el tercer tiempo más rápido en la historia del evento. Su victoria inspiró en Japón un entusiasmo permanente hacia las carreras de fondo y un afecto por la maratón de Boston. Su victoria fue un momento histórico en el restablecimiento de la dignidad y el honor del país devastado por la Segunda Guerra Mundial. La carrera y la victoria de Tanaka marcaron el inicio de una fuerte relación atlética entre Japón y Boston, y el comienzo de una tradición de victorias japonesas en la carrera.

### Vida posterior
Después de su carrera como corredor, Tanaka trabajó como asalariado de una tienda departamental en el área de Tokio y se desempeñó como director de la Federación Japonesa de Atletismo Amateur hasta su retiro.
El 5 de mayo de 1998, fue robada su medalla de metal obtenida en Boston en su residencia en Utsunomiya. La Asociación Atlética de Boston le entregó una nueva medalla en julio del mismo año. La medalla original fue posteriormente recuperada por la policía local, siendo un joven brasileño-japonés detenido por el robo.